# Sân bay Sam Mbakwe
Sân bay quốc tế Sam Mbakwe (IATA: QOW, ICAO: DNIM), cũng gọi là Sân bay Sam Mbakwe Owerri và Sân bay Imo, là một sân bay phục vụ Owerri, một thành phố ở bang Imo phía nam Nigeria. Sân bay này được đặt theo tên cựu thống đốc Sam Mbakwe.

## Hãng hàng không và tuyến bay
- Aero Contractors (Nigeria) (Lagos)
- Arik Air (Abuja, Lagos)
- Chanchangi Airlines (Lagos)
- Nigerian Eagle Airlines (Lagos)